# 日罗蒙
日罗蒙（法語：Giraumont，法語發音：[ʒiʁomɔ̃]）是法国默尔特-摩泽尔省的一个市镇，属于布里埃区。

## 地理
日罗蒙（49°10'16"N, 5°54'51"E）面积7.63 平方千米，位于法国大東部大區默尔特-摩泽尔省，该省份为法国东北部内陆省份，是洛林的一部分，北邻比利时、卢森堡，北起顺时针与摩泽尔省、下莱茵省、孚日省和默兹省接壤。
与日罗蒙接壤的市镇（或旧市镇、城区）包括：栋库尔莱孔夫朗、阿特里兹、雅尼、茹阿维尔、拉布里、穆瓦讷维尔。

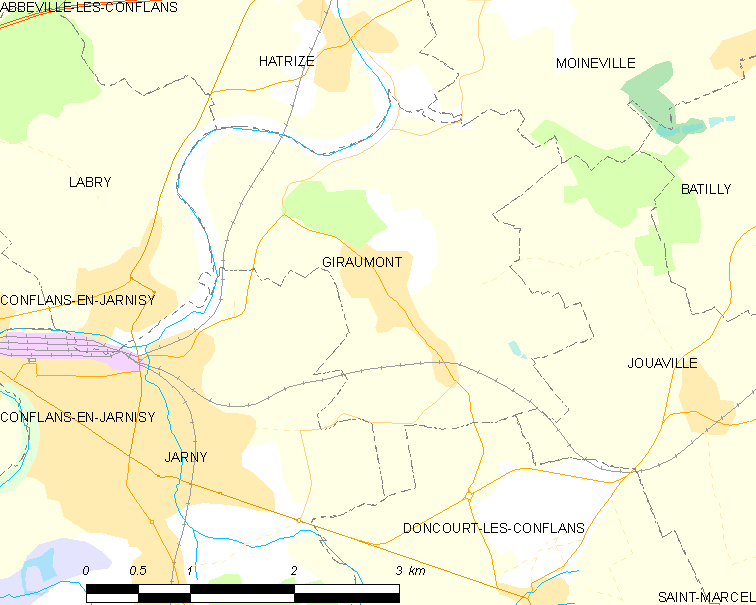
日罗蒙的OSM定位图

日罗蒙的时区为UTC+01:00、UTC+02:00（夏令时）。

## 行政
日罗蒙的邮政编码为54780，INSEE市镇编码为54227。

## 政治
日罗蒙所属的省级选区为雅尼县。

## 人口

1962-2008年间日罗蒙人口变化图示

日罗蒙于2022年1月1日时的人口数量为1370人。